# Georg-von-Vollmar-Akademie

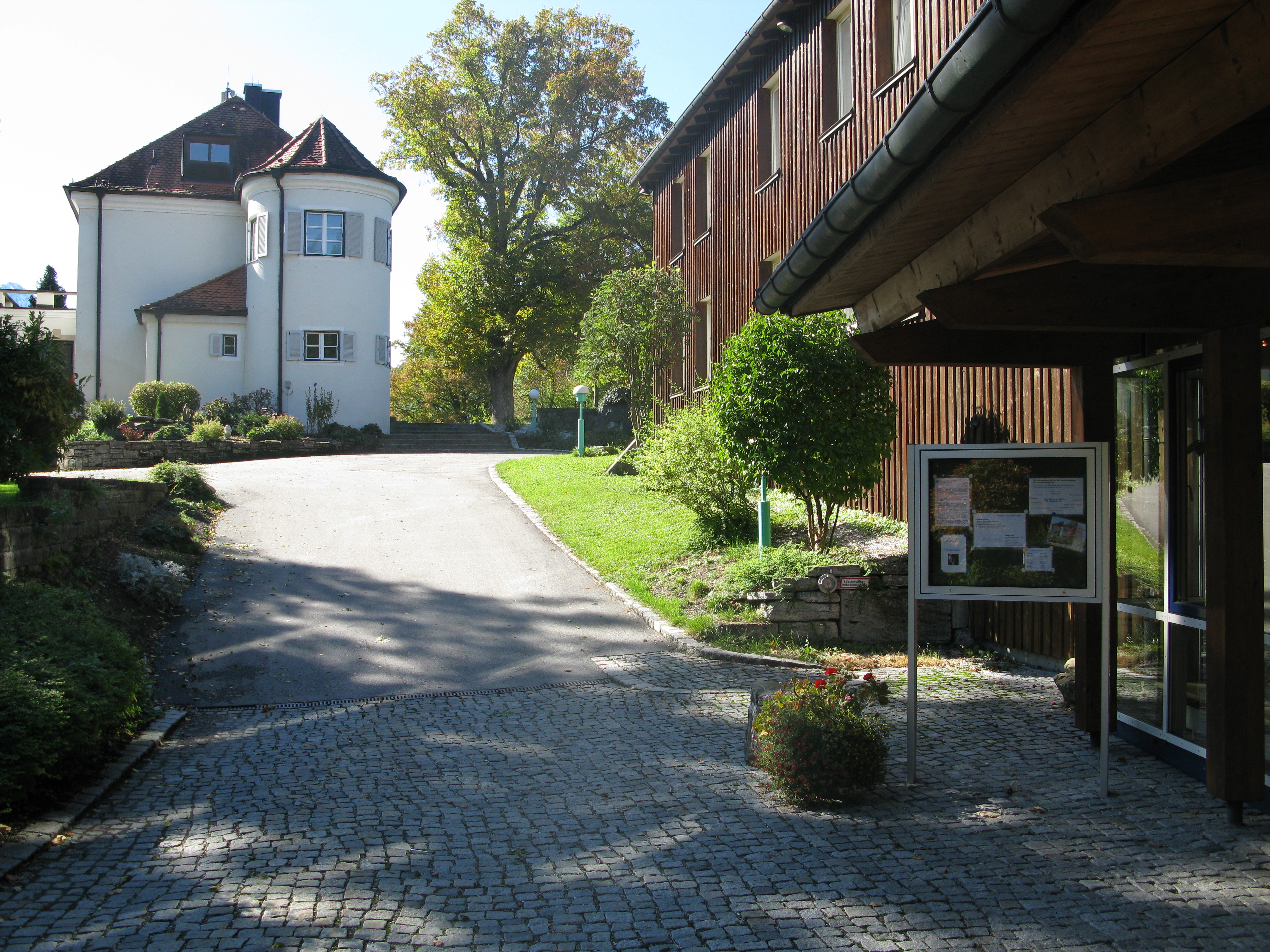
Schloss Aspenstein mit dem Gästehaus der Georg-von-Vollmar-Akademie im Vordergrund

Die Georg-von-Vollmar-Akademie e. V. ist mit einer Bildungsstätte auf Schloss Aspenstein in Kochel am See seit dem Jahr 1948 eine gemeinnützige Einrichtung der politischen Bildung, bundesweit tätig und den Ideen und Grundwerten der sozialen Demokratie verpflichtet. Sie wurde nach dem ersten Vorsitzenden der bayerischen SPD, Georg von Vollmar (1850–1922), benannt.
Der Verein ist SPD-nah und in Bayern das Pendant zur CSU-nahen Hanns-Seidel-Stiftung. Er kooperiert neben der Friedrich-Ebert-Stiftung mit vielen Verbänden, Vereinen und Initiativen, die sich sozialen Grundwerten verpflichtet fühlen.
Die Bildungsstätte besteht aus dem über 300 Jahre alten Schloss und zwei Gästehäusern. Für die Tagungsgäste stehen 23 Einzel- und 18 Doppelzimmer zur Verfügung. Die Seminare und Tagungen finden in fünf Seminarsälen und zwei Arbeitsgruppenräumen statt.

## Seminare und Fachbereiche

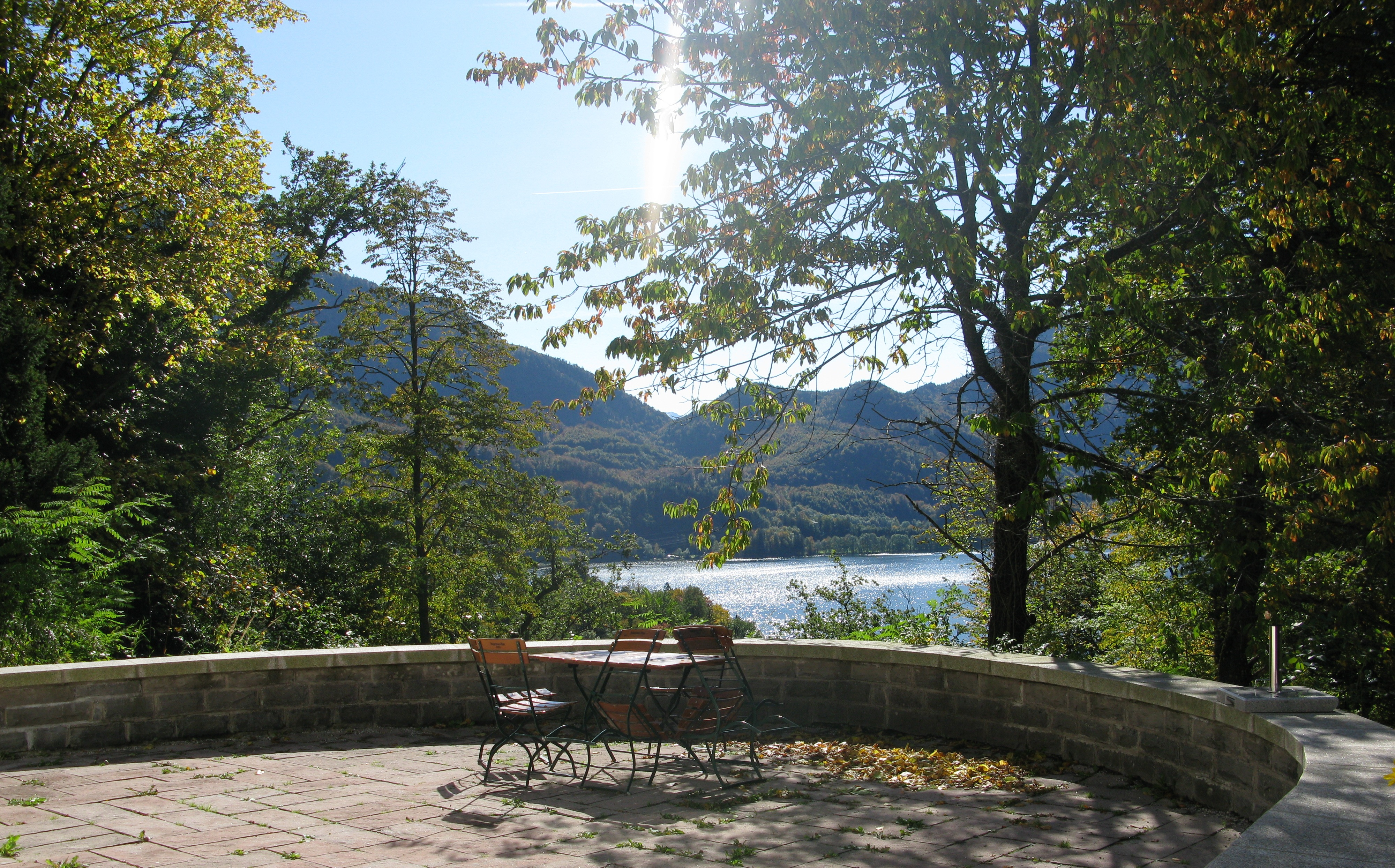
Die Rosenterrasse von Schloss Aspenstein mit Ausblick auf den Kochelsee

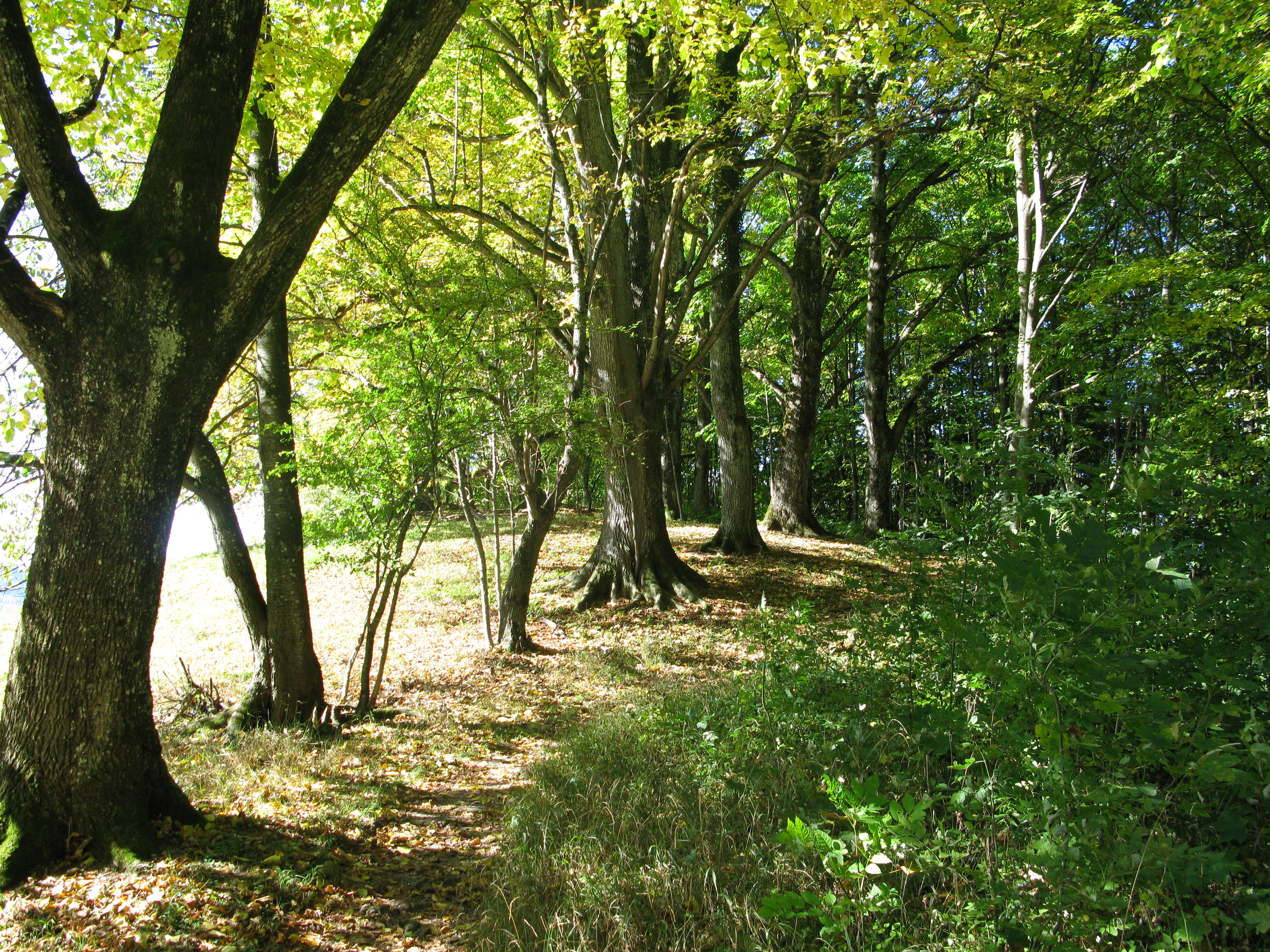
Allee im Park der Georg-von-Vollmar-Akademie

Die Seminare behandeln ein weites Spektrum an politischen Themen und stehen allen interessierten Menschen offen.
Die Fachbereiche der Akademie sind folgende: Arbeit-Wirtschaft-Soziales, Bildung-Kultur-Medien, Engagement im Alter, Frauen-/Geschlechterpolitik, Geschichte und Politik, Gesellschaft und Grundwerte, Internationale Zusammenarbeit, Kommunalpolitik, Politisch Handeln, Umwelt- und Alpenpolitik

## Lage
Die Bildungsstätte befindet sich circa 65 Kilometer südlich von München im Oberland auf Schloss Aspenstein auf einem Hügel in Kochel am See (Landkreis Bad Tölz-Wolfratshausen) am Fuße der bayerischen Alpen bzw. bayerischen Voralpen. Hier kann man, eingerahmt von einem sehr schönen Gebirgspanorama (Herzogstand, Heimgarten und Jochberg), von der Rosenterrasse des Schlosses einen exklusiven Blick auf den Kochelsee genießen. Oskar Maria Graf nannte die Vollmar-Schule einmal „das Kleinod im Spiegel des Alpensees“.

## Geschichte
Schloss Aspenstein gehörte vor der Säkularisation zum Kloster Benediktbeuern und wurde in der Zeit des Nationalsozialismus von Reichsjugendführer Baldur von Schirach bewohnt (1936–1945). Nach dem Zweiten Weltkrieg diente es zunächst als Hauptquartier der 10. US-Panzerdivision (1945–1946) und anschließend als Flüchtlingslager für Displaced Persons (1946–1948).
In den Jahren 1948 bis 1950 wurde die Georg-von-Vollmar-Schule von Waldemar von Knoeringen und Wilhelm Hoegner aufgebaut und gegründet. Beide Politiker waren aufgrund ihrer Verfolgung während des Nationalsozialismus der Überzeugung, dass eine soziale Demokratie politische Bildung benötigt, damit die Grundwerte einer sozialen Demokratie und die Menschenrechte von den Menschen getragen und vertreten werden. Anfangs waren die Unterkünfte und der Komfort sehr einfach und die Kohle zum Heizen wurde von den Teilnehmenden zum Seminar selbst mitgebracht. Ende Januar 1948 beschloss die bayerische SPD, Schloss Aspenstein für fünf Jahre von Vermögensverwaltung für 400 Reichsmark Monatsmiete zu pachten.
Am 25. Juli 1948 fand der erste Kurs der Vollmar-Schule in Kochel am See statt. Neben Waldemar von Knoeringen war auch u. a. der spätere SPD-Vorsitzende Hans-Jochen Vogel schon früh Kursleiter an der Vollmar-Akademie. Die Einrichtung und Renovierung des Gebäudes geschah in Eigenleistung unter Beteiligung vieler engagierter Sozialdemokraten, die eine lebendige Demokratie durch politische Bildung und Schulung aufbauen wollten. Im Juni 1949 beschloss der SPD-Landesparteitag in Rosenheim, eine Bildungsfondsmarke für die Schule einzuführen, das sogenannte „Kochel-Zehnerl“, um so den Aufbau der Bildungseinrichtung schneller voranzubringen. Am 1. Januar 1950 erschien erstmals der Kochel-Brief mit einer Auflage von 3000 Exemplaren unter der Redaktion von Heinz Göhler.
Am 3. Juli 1950 fand die Gründungsversammlung der Georg-von-Vollmar-Schule e. V. statt. Waldemar von Knoeringen wurde 1. Vorsitzender (1950–1971). Im August 1951 wurde Schloss Aspenstein mit Grundstück erworben, indem dies den Ansprüchen der SPD aus Enteignungen durch die Nationalsozialisten im Jahr 1933 angerechnet wurde.
Seit 1968 kooperiert die Vollmar-Schule mit der Friedrich-Ebert-Stiftung. Dabei wurde sie in Georg-von-Vollmar-Akademie umbenannt. Nach dem Tod des ersten Vorsitzenden  Waldemar von Knoeringen im Jahr 1971 wurde dessen Nachfolger Volkmar Gabert. 1981 wurde der Waldemar-von-Knoeringen-Preis gestiftet, der seither alle zwei Jahre an herausragende Persönlichkeiten vergeben wird.
1989 wurde Volkmar Gabert zum Ehrenvorsitzenden der Akademie und Helmut Rothemund zum Vorsitzenden gewählt, seine Nachfolgerin wurde 1998 Hedda Jungfer. Im Jahr 2000 wurde der Förderverein der Georg-von-Vollmar-Akademie e. V.. gegründet. Vorsitzende wurde Dorle Baumann, deren Nachfolge im Jahr 2002 Ulrike Mascher antrat. Seit 2010 hat diese Position Carmen König-Rothemund inne, Stellvertreter sind Florian Pronold und Horst Schmidt.

## Waldemar-von-Knoeringen-Preis
Im Jahr 1981 stiftete die Akademie den „Waldemar-von-Knoeringen-Preis“ für Verdienste auf den Gebieten von Politik, Wissenschaft, Journalismus und Kunst, die in der Tradition der Arbeiterbewegung und der Ziele des demokratischen Sozialismus stehen. Der Preis wird alle zwei Jahre vergeben, vom Bayerischen Rundfunk live übertragen und ist mit 2500 Euro dotiert.
Preisträger
- Hans Koschnick, Politiker[2]
- 1981: Peter Glotz, Politiker
- 1983: Karl Anders (Politiker und Journalist) und Emil Werner (Journalist)
- 1984: Richard Löwenthal, Politikwissenschaftler
- 1985: Hermann Glaser, Historiker
- 1986: Käte Strobel, Politikerin
- 1987: Dieter Hildebrandt, Kabarettist
- 1988: Hans-Jochen Vogel, Politiker
- 1989: Hans-Peter Dürr, Physiker und Essayist
- 1991: Volkmar Gabert, Politiker
- 1992: Helga Grebing, Historikerin
- 1994: Max Mannheimer, Holocaust-Überlebender
- 1996: Rudolf Scharping, Politiker
- 1998: Georg Leber, Politiker
- 2000: Senta Berger, Schauspielerin
- 2002: Hilmar Hoffmann, Kulturschaffender
- 2004: Susanne Miller, Historikerin
- 2006: Renate Schmidt, Politikerin
- 2008: Wilhelm Ebert, Pädagoge
- 2012: Jutta Allmendinger, Soziologin
- 2014: Christian Springer, Kabarettist
- 2016: Verena Bentele, Biathletin und Behindertenbeauftragte der Bundesregierung

Quelle: 

## AusstellungVom Untertan zum Staatsbürger
Mit der Ausstellung Vom Untertan zum Staatsbürger: die bayerische Arbeiterbewegung seit 1848 dokumentiert die Akademie, dass die Geschichte der Arbeiterbewegung zugleich die Geschichte der Entwicklung der Demokratie in Bayern und Deutschland sei. Die Ausstellung verdeutlicht, dass die Arbeiterbewegung unsere Gesellschaft entscheidend geprägt habe. Während die Arbeitnehmer 1848 nur rechtlose Untertanen gewesen seien, sind sie heute gleichberechtigte Staatsbürger. Viele Rechte, die einem heute als selbstverständlich erscheinen, hätten damals mit viel Mühe und Ausdauer erkämpft werden müssen.
Die Akademie zeigt diese Ausstellung seit fast 40 Jahren (erstmals 1978 in München, im Jahr 1998 neu überarbeitet) in Bayern. Die Ausstellung mit den 60 Schautafeln und ergänzenden Exponaten eignet sich auch für Schulklassen für den Geschichts- oder Sozialkundeunterricht.

## Mitgliedschaften und Kooperationen
In Bayern kooperiert die Akademie im Netzwerk Politische Bildung mit der Akademie Frankenwarte Würzburg, dem Bayerischen Seminar für Politik und der Franken-Akademie Schloss Schney. Bundesweit kooperiert die Akademie mit der Friedrich-Ebert-Stiftung. Die Akademie ist Mitglied im Arbeitskreis deutscher Bildungsstätten, dem Netzwerk Politische Bildung und dem MedienCampus Bayern e. V.